# ATC (D02)
Jest to część klasyfikacji anatomiczno-terapeutyczno-chemicznej:
- D – Dermatologia
  - D 01 – Leki przeciwgrzybicze
  - D 02 – Leki keratolityczne i działające ochronnie
  - D 03 – Leki stosowane w leczeniu ran i owrzodzeń
  - D 04 – Leki przeciwświądowe, w tym przeciwhistaminowe, znieczulające itp.
  - D 05 – Leki przeciwłuszczycowe
  - D 06 – Antybiotyki i chemioterapeutyki
  - D 07 – Kortykosteroidy
  - D 08 – Środki antyseptyczne i dezynfekujące
  - D 09 – Opatrunki lecznicze
  - D 10 – Leki przeciwtrądzikowe
  - D 11 – Inne leki dermatologiczne

Obejmuje ona leki keratolityczne i działające ochronnie:

## D 02 A – Preparaty keratolityczne i działające ochronnie
- D 02 AA – Silikony
- D 02 AB – Preparaty cynku
- D 02 AC – Preparaty parafiny i kwasów tłuszczowych
- D 02 AD – Opatrunki w płynie
- D 02 AE – Preparaty mocznika
  - D 02 AE 01 – mocznik
  - D 02 AE 51 – mocznik w połączeniach
- D 02 AF – Preparaty kwasu salicylowego
- D 02 AX – Inne

## D 02 B – Środki chroniące przed promieniowaniem UV
- D 02 BA – Preparaty do stosowania miejscowego
  - D 02 BA 01 – kwas aminobenzoesowy
  - D 02 BA 02 – oktynoksat
- D 02 BB – Preparaty do stosowania ogólnego
  - D 02 BB 01 – beta-karoten
  - D 02 BB 02 – afamelanotyd